# Закон Бойля — Мариотта
Зако́н Бо́йля — Марио́тта — один из основных газовых законов, экспериментально установленный в 1662 году Робертом Бойлем и независимо переоткрытый Эдмом Мариоттом в 1676 году. Описывает поведение газа в изотермическом процессе. С точки зрения современной физики закон представляет собой следствие уравнения состояния идеального газа.

## Формулировки
Утверждение закона Бойля — Мариотта состоит в следующем:
При постоянных температуре и массе газа произведение давления газа на его объём постоянно.
В математической форме это утверждение записывается в виде формулы
{\displaystyle pV=C,}
где {\displaystyle p} — давление газа; {\displaystyle V} — объём газа, а {\displaystyle C} — постоянная в оговоренных условиях величина. В общем случае значение {\displaystyle C} определяется химической природой, массой и температурой газа.
Очевидно, что если индексом 1 обозначить величины, относящиеся к начальному состоянию газа, а индексом 2 — к конечному, то приведённую формулу можно записать в виде
{\displaystyle p_{1}V_{1}=p_{2}V_{2}}.
Из сказанного и приведённых формул следует вид зависимости давления газа от его объёма в изотермическом процессе:
{\displaystyle p={\frac {C}{V}}.}
Эта зависимость представляет собой другое, эквивалентное первому, выражение содержания закона Бойля — Мариотта
. Она означает, что
Давление некоторой массы газа, находящегося при постоянной температуре, обратно пропорционально его объёму.
Тогда связь начального и конечного состояний газа, участвовавшего в изотермическом процессе, можно выразить в виде:
{\displaystyle {\frac {p_{1}}{p_{2}}}={\frac {V_{2}}{V_{1}}}.}
Применимость этой и приведённой выше формулы, связывающей начальные и конечные давления и объёмы газа друг с другом, не ограничивается случаем изотермических процессов. Формулы остаются справедливыми и в тех случаях, когда в ходе процесса температура изменяется, но в результате процесса конечная температура оказывается равной начальной.
Данный закон справедлив только в тех случаях, когда рассматриваемый газ можно считать идеальным. В частности, с высокой точностью закон Бойля — Мариотта выполняется применительно к разреженным газам. Если же газ сильно сжат, то наблюдаются существенные отступления от этого закона.
Закон Бойля — Мариотта, закон Шарля и закон Гей-Люссака, дополненные законом Авогадро, являются достаточной основой для получения уравнения состояния идеального газа.

## Следствия
Закон Бойля — Мариотта утверждает, что давление газа в изотермическом процессе обратно пропорционально занимаемому газом объёму. Если учесть, что плотность газа также обратно пропорциональна занимаемому им объёму, то мы придём к заключению:

При изотермическом процессе давление газа изменяется прямо пропорционально его плотности.

Известно, что сжимаемость, то есть способность газа изменять свой объём под действием давления, характеризуется коэффициентом сжимаемости. В случае изотермического процесса говорят об изотермическом коэффициенте сжимаемости, который определяется формулой
{\displaystyle \beta _{T}=-{\frac {1}{V}}\left({\frac {\partial V}{\partial p}}\right)_{T},}
где индекс T означает, что частная производная берётся при постоянной температуре. Подставляя в эту формулу выражение для связи давления и объёма из закона Бойля — Мариотта, получаем:
{\displaystyle \beta _{T}={\frac {1}{p}}.}
Таким образом, приходим к выводу:

Изотермический коэффициент сжимаемости идеального газа равен обратной величине его давления.